# Synnøve Solemdal
Synnøve Solemdal (ur. 15 maja 1989 w Kristiansund) – norweska biathlonistka, wielokrotna medalistka mistrzostw świata.

## Kariera
Zadebiutowała startując na mistrzostwach świata juniorów w Ruhpolding w 2008 roku, gdzie zdobyła srebrny medal w sztafecie. Na rozgrywanych dwa lata później mistrzostwach świata juniorów w Torsby ponownie była druga w sztafecie, a w sprincie i biegu pościgowym zdobywała brązowe medale.
Starty w Pucharze Świata rozpoczęła zawodami w Trondheim 20 marca 2009 roku, zajmując 58. miejsce w sprincie. Pierwsze punkty wywalczyła tydzień później w Chanty-Mansyjsku, gdzie zajęła 34. miejsce w tej samej konkurencji. W sezonie 2011/2012 zaczęła regularnie startować w zawodach Pucharu Świata. Na podium zawodów tego cyklu pierwszy raz stanęła 8 grudnia 2012 roku w Hochfilzen, wygrywając rywalizację w biegu pościgowym. Wyprzedziła tam swą rodaczkę - Torę Berger i Kaisę Mäkäräinen z Finlandii. W kolejnych startach jeszcze cztery razy stawała na podium: 8 grudnia 2013 roku w Hochfilzen ponownie wygrała bieg pościgowy, 4 stycznia 2014 roku w Oberhofie była trzecia w tej konkurencji, dzień później zajęła drugie miejsce w biegu masowym, a 29 listopada 2017 roku w Östersund była druga w biegu indywidualnym. Najlepsze wyniki osiągnęła w sezonie 2011/2012, kiedy zajęła 13. miejsce w klasyfikacji generalnej.
Na mistrzostwach świata w Ruhpolding w 2012 roku wspólnie z Torą Berger, Ole Einarem Bjørndalenem i Emilem Hegle Svendsenem wywalczyła złoty medal w sztafecie mieszanej, a razem z Berger, Fanny Welle-Strand Horn i Elise Ringen także brązowy w sztafecie kobiet. Na rozgrywanych rok później mistrzostwach świata w Novym Měscie zdobyła złote krążki w obu tych konkurencjach. Solemdal była również w składzie zwycięskich żeńskich sztafet Norwegii podczas mistrzostw świata w Oslo (2016), mistrzostw świata w Östersund (2019) i mistrzostw świata w Rasen-Antholz (2020). Była też między innymi szesnasta w biegu masowym na MŚ 2013.
W 2014 roku wystartowała na igrzyskach olimpijskich w Soczi, zajmując 35. miejsce w sprincie i 36. w biegu pościgowym. Brała również udział w igrzyskach w Pjongczangu w 2018 roku, gdzie plasowała się na 10. pozycji w biegu indywidualnym, 50. w sprincie, 41. w biegu pościgowym i 4. w sztafecie.
Po sezonie 2019/2020 zakończyła sportową karierę.

## Osiągnięcia

### Zimowe igrzyska olimpijskie
| Rok  | Miejscowość | Konkurencje | Konkurencje | Konkurencje | Konkurencje | Konkurencje | Konkurencje | Konkurencje |
| Rok  | Miejscowość | IN          | SP          | PU          | MS          | RL          | MR          | SR          |
| ---- | ----------- | ----------- | ----------- | ----------- | ----------- | ----------- | ----------- | ----------- |
| 2014 | Soczi       | –           | 35.         | 36.         | –           | –           | –           | nd.         |
| 2018 | Pjongczang  | 40.         | 50.         | 41.         | –           | 4.          | –           | nd.         |

### Mistrzostwa świata
| Rok  | Miejscowość     | Konkurencje | Konkurencje | Konkurencje | Konkurencje | Konkurencje | Konkurencje | Konkurencje |
| Rok  | Miejscowość     | IN          | SP          | PU          | MS          | RL          | MR          | SR          |
| ---- | --------------- | ----------- | ----------- | ----------- | ----------- | ----------- | ----------- | ----------- |
| 2011 | Chanty-Mansyjsk | 63.         | 43.         | LAP         | –           | 5.          | –           | nd.         |
| 2012 | Ruhpolding      | 39.         | 32.         | 24.         | 18.         | 3.          | 1.          | nd.         |
| 2013 | Nové Město      | 53.         | 19.         | 19.         | 16.         | 1.          | 1.          | nd.         |
| 2015 | Kontiolahti     | 46.         | –           | –           | –           | 5.          | –           | nd.         |
| 2016 | Oslo            | –           | 34.         | 24.         | –           | 1.          | –           | nd.         |
| 2019 | Östersund       | 29.         | 62.         | –           | –           | 1.          | –           | –           |
| 2020 | Rasen-Antholz   | 60.         | –           | –           | –           | 1.          | –           | –           |

### Mistrzostwa świata juniorów
| Rok  | Miejscowość | Konkurencje | Konkurencje | Konkurencje | Konkurencje | Konkurencje | Konkurencje | Konkurencje |
| Rok  | Miejscowość | IN          | SP          | PU          | MS          | RL          | MR          | SR          |
| ---- | ----------- | ----------- | ----------- | ----------- | ----------- | ----------- | ----------- | ----------- |
| 2008 | Ruhpolding  | 20.         | 12.         | 16.         | nd.         | 2.          | nd.         | nd.         |
| 2009 | Canmore     | 9.          | 11.         | 5.          | nd.         | 5.          | nd.         | nd.         |
| 2010 | Torsby      | 22.         | 3.          | 3.          | nd.         | 2.          | nd.         | nd.         |

### Puchar Świata

#### Miejsca w klasyfikacji generalnej
| Sezon     | Miejsce           |
| --------- | ----------------- |
| 2008/2009 | 81.               |
| 2009/2010 | 67.               |
| 2010/2011 | 46.               |
| 2011/2012 | 13.               |
| 2012/2013 | 24.               |
| 2013/2014 | 29.               |
| 2014/2015 | 75.               |
| 2015/2016 | 44.               |
| 2016/2017 | niesklasyfikowana |
| 2017/2018 | 31.               |
| 2018/2019 | 51.               |
| 2019/2020 | 51.               |

#### Miejsca na podium w zawodach indywidualnych chronologicznie
| Lp. | Dzień        | Rok  | Miejscowość | Konkurencja                | Lokata | Pudła   | Czas biegu | Strata   | Zwycięzca          |
| --- | ------------ | ---- | ----------- | -------------------------- | ------ | ------- | ---------- | -------- | ------------------ |
| 1.  | 8 grudnia    | 2012 | Hochfilzen  | Bieg pościgowy na 10 km    | 1.     | 1+0+0+0 | 31:13,4    | –        | –                  |
| 2.  | 8 grudnia    | 2013 | Hochfilzen  | Bieg pościgowy na 10 km    | 1.     | 1+0+0+0 | 30:16,2    | –        | –                  |
| 3.  | 4 stycznia   | 2014 | Oberhof     | Bieg pościgowy na 10 km    | 3.     | 0+1+1+0 | 34:47,5    | + 1:11,7 | Darja Domraczawa   |
| 4.  | 5 stycznia   | 2014 | Oberhof     | Bieg masowy na 12,5 km     | 2.     | 0+0+0+0 | 38:16,5    | + 17,5   | Tora Berger        |
| 5.  | 29 listopada | 2017 | Östersund   | Bieg indywidualny na 15 km | 2.     | 0+0+0+0 | 43:00,3    | + 2,9    | Nadzieja Skardzina |